# Ново-Застолбье
Ново-Застолбье — деревня в Рамешковском районе Тверской области.

## География
Находится в восточной части Тверской области на расстоянии приблизительно 12 км на юг по прямой от районного центра поселка Рамешки.

## История
Упоминается с 1646—1647 годов как пустошь во владениях Московского Вознесенского девичьего монастыря. В 1859 году в казенной русской деревне Новая 20 дворов, в 1887 — 35, в 1941 −48, в 1989 14 домов местных жителей и 13 домов принадлежали дачникам и наследникам. До 1940-х годов называлась Ново, Новое. В советское время работали колхозы «Серп и Молот», им. Буденного и «Вперед». В 2001 году в деревне 13 домов постоянных жителей и 15 домов — собственность наследников и дачников. До 2021 входила в сельское поселение Застолбье Рамешковского района до их упразднения.

## Население
Численность населения: 182 человека (1859 год), 212 (1887), 207 (1941), 31 (1989), 31 (русские 100 %) в 2002 году, 18 в 2010.